# Kumagai Naoyoshi

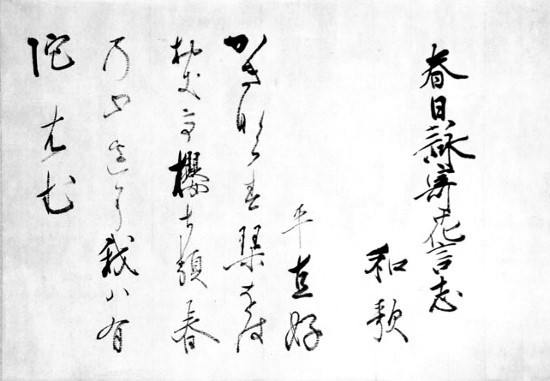
Kumagai Naoyoshi Gedicht

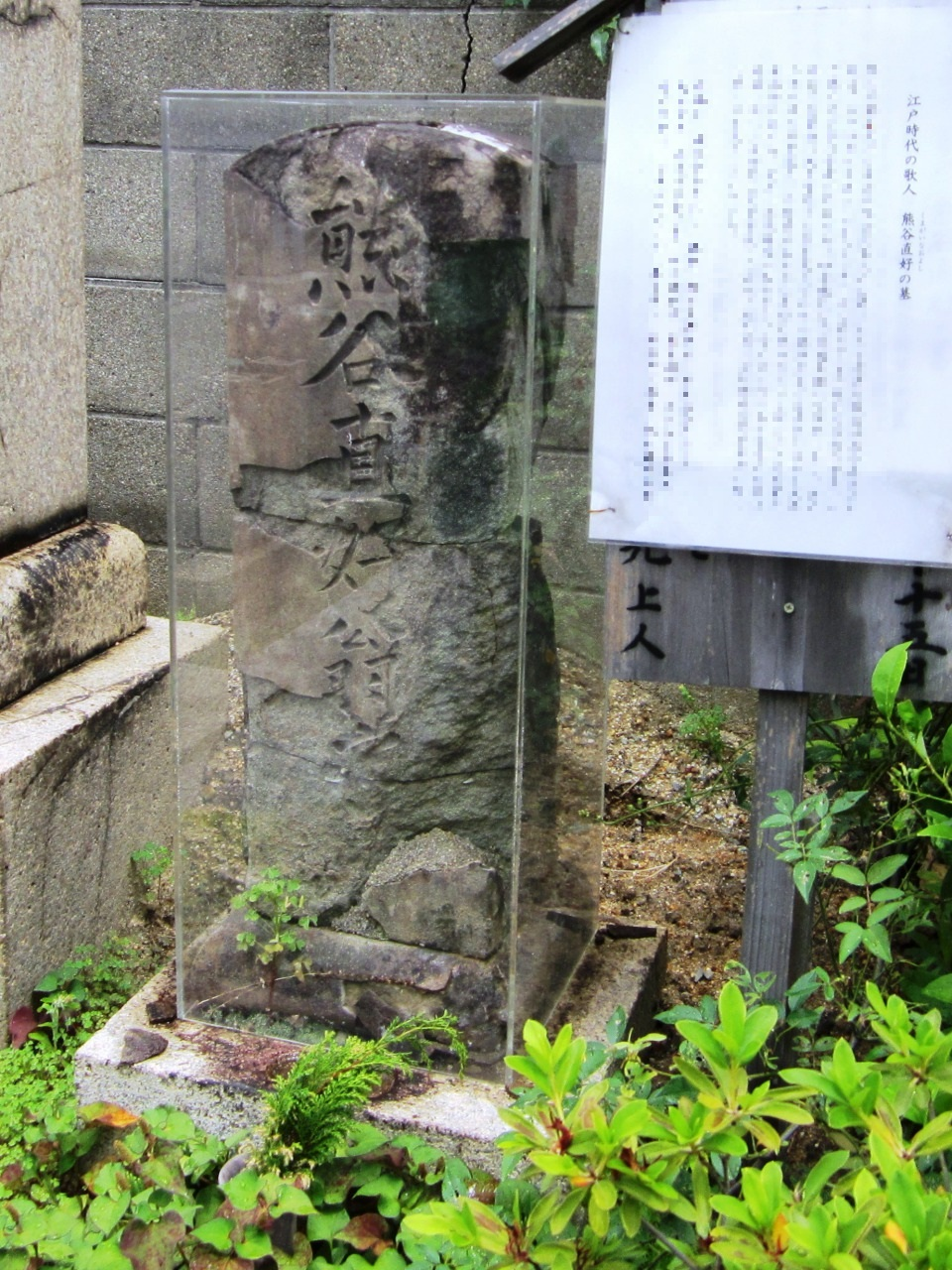
Sein Grab in Osaka

Kumagai Naoyoshi (japanisch 熊谷 直好; geboren 21. März 1782 in Iwakuni (Provinz Suō); gestorben 1. September 1862 in Osaka) war ein japanischer Waka-Poet.

## Leben und Wirken
Kumagai Naoyoshi war ein Samurai der Iwakuni-Domäne. Sein üblicher Name war Yasohachi (八十八) und später Sukezaemon (助左衛門). Er studierte Waka-Dichtung bei Kagawa Kageki (1768–1843), wurde in Auseinandersetzung Kagekis mit Baigetsudō Fuchi (梅月堂 扶持) verwickelt, verließ die Domäne und ging nach Osaka, um sich dort der Poesie zu widmen.
Unter den 1.000 Kageki-Schülern stand er immer an der Spitze der „Zehn Philosophen“ (十哲, Jittetsu) und auch der „Vier himmlischen Könige“ (四天王, Shiten’ō). Er ist für seinen gemäßigten Stil bekannt. Was die Interpretation von Kagekis Vorwort von „Kokin Wakashū Masayoshi“ (古今和歌集正義) anging, so stritt er sich mit Hatta Tomonori (八田 知紀; 1799–1873) und publizierte „Kokinshū Jiyoshi Sōron Hochū“ (古今集正義総論補註) mit der Ergänzung „Dō Ronben“ (同論弁). Weiter gibt es die Gedichtsammlung „Ura no Ushio“ (浦の汐貝).
Zusätzlich zu Büchern wie „Shiogai“ (浦の汐貝) mit der Ergänzung „Dō Shui“ (同拾遺) befasste er sich mit japanischer Musik und verfasste das „Ryōjin Kōshō“ (りょうじんこうしょう). Er starb 81 Jahre alt. Bestattet ist er am Tempel Sainen-ji (西念寺) in Osaka. Sein posthumer buddhistischer Name ist „Fushikian Koichi Koji“ (不識庵香一居士).